# یواس‌اس راکینگهام (ای‌پی‌ای-۲۲۹)
یواس‌اس راکینگهام (ای‌پی‌ای-۲۲۹) (به انگلیسی: USS Rockingham (APA-229)) یک کشتی بود که طول آن ۴۵۵ فوت ۰ اینچ (۱۳۸٫۶۸ متر) بود. این کشتی در سال ۱۹۴۴ ساخته شد.